# КУД „Абрашевић” Краљево
КУД „Абрашевић” Краљево је културно-уметничко друштво које су краљевачки радници основали 1926. године. Друштво је активно и данас, а у његовом саставу су фолклорна, драмска, хорска, музичка и секција модерног балета. 

## Оснивање и рад КУД-а „Абрашевић” пре Другог светског рата
Прва културно-уметничке групе у Краљеву настала су још почетком 20. века. У сали хотела Париз радиле су поједине културно-уметничке групе, а након Првог светског рата у Краљеву је било основано и аматерско позориште. Подаци о првом оснивању Културно-уметничке групе „Абрашевић” у Краљеву нису најјаснији. Миленко Новаковић, председник организације Српске социјалдемократске странке у својим мемоарима бележи да је „Абрашевић” у Краљеву био основан 1905. године на његову личну иницијативу. Међутим, нема поузданих података о раду ове групе у Краљеву током 1905. године, иако постоје такви докази о постојању истоимених културно-уметничких друштава у Крагујевцу и Чачку.
Поуздани подаци о „Абрашевићу” у Краљеву постоје за период након Првог светског рата. КУГ „Абрашевић” у Краљеву основана је половином 1926. године, а иницијатор њеног оснивања је био Драган Тешић, абаџија, који је још 1922. године био члан „Абрашевића” у Шапцу. И ова култуно-уметничко група је име понело по песнику Кости Абрашевићу. Драги Тешић је био изабран и за првог председника краљевачког „Абрашевића”. КУГ „Абрашевић” је обухватала мешовити хор, драмску секцију и библиотеку, а њени чланови су махом били занатлије и радници. „Абрашевић” је најчешће своје програме изводила по краљевачким хотелима и кафанама. Због новчане помоћи коју је „Абрашевић” често пружао штрајковима у Краљеву, као и учешћа његових чланова у овим штрајковима, рад ове културно-уметничке групе је био накратко забрањен.
Како су неки од чланова „Абрашевића” били и водећи краљевачки комунисти, група је била под полицијском присмотром. Због тога „Абрашевић” није могао да пошаље своје делегате на Конгрес културно-просветних и спортских група Независних синдиката, који је одржан у Београду 1928. године. Крајем новембра исте године „Абрашевић” је био пријављен као један од чланова Савеза културно-просветних и спортских клубова Југославије, поред још двадесетак других група.

### Забрана рада „Абрашевића” и оснивање „Полета”
Након увођења Шестојануарске диктатуре био је забрањен рад Независних синдиката, као и рад „Абрашевића”. Међутим, краљевачки радници уместо „Абрашевића” оснивају нови КУД „Полет” крајем 1929. године. Сви чланови „Абрашевића” прешли су у „Полет”. Драган Тешић је био председик и овог културно-уметничког друштва. Захваљујући отварању Фабрике авиона у Краљево долазе нови радници, а међу њима и један број комуниста који раде на обнављању партијске организације у граду. КУД „Полет” је био угашен свега две године након свог оснивања, 1931. године. Наиме, ово културно-уметничко друштво је на својим приредбама почело рецитовати песму којом је осуђивана смртна казна извршена у то време над својицом радника у САД-у, што је банска управа искористила као повод за забрану рада КУД-а „Полет”.

### Друштво „Гоч”
„Гоч” је била нова културно-уметничко група које су краљевачки радници основали након забране „Полета”. Међутим, њен рад је забрањен већ у лето 1932. године, а као повод је послужила акција краљевачких комуниста на растурању летака уочи 1. августа, Дана борбе против рата и милитаризма. Потом је протерано и 13 најактивнијих чланова ове групе, укључујући и Драгана Тешића.

### Обнављање рада „Абрашевића”
Упркос претходним забранама, краљевачки радници нису одустајали од оснивања своје културно-уметничке групе. Тако је рад „Абрашевића” био обновљен 1934. године, а да би се његов рад лакше легализовао био је пријављен као огранак београдског „Абрашевића”, који је имао дозволу за рад од београдске полиције. Група је обухватала хорску, драмску, рецитаторску и тамбурашку секцију, као и школу играња и библиотеку. Веће приредбе су организоване у хотелу Југославија, а мање у синдикалној кафани Кнежевић. Чланови групе су постајали и студенти и ученици, иако је средњошколцима било забрањено да учествују у радничким организацијама. Врло често су поједини чланови били ангажовани у неколико секција. Дешавало се и да полиција долази на пробе, због чега су изостављани текстови који су могли да изазову њено незадовољство. Након хапшења комуниста у Краљеву 1935. године, у овај град долази Станислав Сремчевић. Он се запослио у Фабрици авиона и имао је задатак да обнови партијску организацију у граду. Сремчевић је постао и члан „Абрашевића” и у наредном периоду је дао велики допринос његовом раду. Након хапшења комуниста у Краљеву 1935. године рад „Абрашевића” је био накратко забрањен, све до марта 1936. године. У овом периоду „Абрашевић” добија и дечију секцију „Будућност”, у оквиру које су наступали деца радника и шегрти.
„Абрашевић” је наставио да сакупља помоћ за незапослене и сиромашне раднике организовањем приредби, али и да учествује у штрајковима. Тако је 1937. године приликом штрајка грађевинских радника хор „Абрашевића” ишао на челу колоне и певао је револуционарне песме. Ово је изазивало нове сукобе са полицијом, која је током 1938. године упала у просторије „Абрашевића” и извршила претрес. У зиму 1939. године полиција је упала у салу хотела Југославија и прекинула је даље извођење програма. У овом периоду „Абрашевић” је сарађивао са истоименом групом из Чачка, па је краљевачки „Абрашевић” имао наступе и у овом граду. Међутим, крајем 1940. године, након забране рада синдиката и културно-уметничких група, и КУГ „Абрашевић” је престао са радом.

## КУД „Абрашевић” након Другог светског рата

### Период послератне обнове и стагнације до почетка шездесетих
Велики број чланова КУД-а „Абрашевић” учествовао је у борбама вођеним током Другог светског рата: 52 члана су била првоборци, а 33 члана су погинула или су стрељана током рата. Неколико чланова „Абрашевић” су постали и народни хероји: Десимир Јововић-Чича, Станислав Сремчевић-Црни, Чедомир Васовић, Драгослав Богавац, Раде Вилотијевић и Момчило Дугалић.
Како за време окупације није било услова за рад „Абрашевића”, за обнову активности ове групе било је потребно сачекати крај рата. Рад групе је обновљен већ у јануару 1945. године, а 1947. група је прерасла у културно-уметничко друштво. Носиоци активности су били предратни чланови „Абрашевића”, а касније се укључује и све већи број радника, студената и ученика. Прво је организована драмска секција, која је као прву послератну представу извела комад Најзеда у режији Милорада Јовића. Убрзо су организоване и хорска и музичка секција. Фолклорна секција је започела са радом 1946. године, захваљујући ентузијазму Радмиле Чоловић, наставнице у Гимназији. Први чланови ове секције су били управо ученици Гимназије.
Крајем четрдесетих и почетком педесетих година „Абрашевић” је учествовао на такмичењима културно-уметничких друштава у суседним градовима, на којима је често био награђиван. Највећи успех у овом периоду је била турнеја „Абрашевића” 1955. године, у оквиру које су чланови овог културно-уметничког друштва наступали у Косовској Митровици, Приштини, Скопљу, Куманову, Врању и Крушевцу, а потом и у Смедереву, Бору, Зајечару и Неготину. Међутим, упоредо са овим успесима појавили су се и први проблеми. Након оснивања Градског народног позоришта 1949. године драмска секција „Абрашевића” се нашла пред гашењем јер је велики део њених чланова прешао у позориште. Ипак, захваљујући ентузијазму преосталих чланова драмске секције, она је наставила да ради. Након што су у позоришту почели да се запошљавају професионални глумци почетком педесетих година, већина чланова секције се вратила у „Абрашевић”. Међу глумцима који су потом имали запажене каријере, а који су поникли из драмске секције „Абрашевића” су и Марко Николић, Дара Вуковић-Плаовић, Миодраг Радовановић Мргуд, Драган Оцкољић, Смиља Трмчић, Зорица и Синиша Протић и други.
Следећи проблем за „Абрашевић” је био недостатак адекватних просторија. Након неколико селидби „Абрашевићу” је почетком шездесетих година била уступљена само једна просторија величине тридесетак квадратних метара. Тада је део чланства напустио „Абрашевић” и прешао у друштво „Железничар” које је тада почело са радом. Упркос томе, „Абрашевић” је наставио да гостује у другим градовима и да учествује на фестивалима. Хор је био расформиран 1959. године, а хоровођи Бранку Младеновићу је било одато признање за дотадашњи рад. У овом периоду „Абрашевић” је највећи део новца добијао од Синдикалног већа и синдикалне организације, па је пун назив друштва стога био Синдикално културно-уметничко друштво „Абрашевић”.

### „Абрашевић” данас
Због горенаведених проблема знатан део чланова је напустио „Абрашевић”, који је 1961. године бројао свега 40 чланова. „Абрашевић” је 1. јуна 1963. године морао да престане са радом јер је једина просторија коју је имао на располагању срушена. Прекид у раду је потрајао све до марта 1964. године, када су „Абрашевићу” додељене просторије за рад у новосаграђеном Дому друштвених организација. Велики успех за ово културно-уметничко друштво било је учешће на међународном фестивалу фолклора у Зеленој Гори (Пољска) у октобру 1964. године. „Абрашевић” је представљао Југославију, а наступили су и ансамбли из Чехословачке, Источне Немачке и Пољске. „Абрашевић” је освојио прво место, а ово је уједно био и први наступ овог културно-уметничког друштва у иностранству.
КУД „Абрашевић” је 1979. године био пресељен у зграду Дома добровољног ватрогасног друштва. Првобитна намера је била да ово буде само привремено решење, а да „Абрашевић” добије просторије у Дому културе након што он буде изграђен. Међутим, како се од изградње Дома културе одустало, „Абрашевић” се и данас налази на овој локацији.
Упркос ратовима и санкцијама током деведесетих година „Абрашевић” није престајао са радом. Године 1995. друштво својим                    заслугама и успесима постигнутим под руководством кореографа Славољуба Пановића постаје члан важне међународне асоцијација фолклорних ансамбала (ЦИОФФ). Као члан ове асоцијације друштво учествује на међународним фестивалима у Бразилу (1996), Сједињеним Америчким Државама (1997) и Народној Републици Кини (2003). Године 1998. Већи број старијих чланова  фолклорне секције враћа се у друштво и оснива ансамбл ветерана. Основан је и дечији народни оркестар под руководством Радета Кубуровића, који је постигао запажене резултате и из кога је већина данашњих чланова народног оркестра. Након повратка „Абрашевића” у састав ЦИОФФ-а 2016. године друштво је организовало већи број иностраних турнеја. „Абрашевић” је и организатор годишњег фестивала „Лето код Абрашевића”.
За свој дугогодишњи рад КУД „Абрашевић” је добио већи број признања. Међу њима се истиче Диплома за нарочите заслуге Скупштине општине Краљево, додељена 1965. године. Културно-просветна заједница Краљева је 1972. године доделила „Абрашевићу” Новембарску награду. Поводом педесет година свог рада „Абрашевић” је одликован Орденом заслуга за народ са златном звездом.

## Секције КУД-а „Абрашевић”

### Драмска секција
Иако је непосредно након Другог светског рата ова секција била једна од најважнијих, током шездесетих година је почела да губи на значају. Због недостатака одговарајућих услова за рад драмска секција је припојена Аматерском позоришту 1972. године. Ова секција је обновљена 2009. године. Од своје обнове секција је освојила многе награде и признања на фестивалима.

### Хорска секција
Попут драмске секције, хорска секција је почетком шездесетих година имала велики број проблема. Привремено је обуставила свој рад у периоду од 1970. до 1974. године. Међутим, након обнове хора проблем је и даље био недовољан број чланова, што је донекле било надокнађено сарадњом са ученицима из средњих школа. Хор је радио до половине 1979. године. Уместо хорске секције, „Абрашевић” је организовао рад групе певача, која је први самостални наступ имала 1981. године. Оснивањем дечјег хора 2008. године ова секција је обновљена, а 2016. године је поново оформљен старији мешовити хор.

### Музичка секција
Музичка секција је у почетку бројала 30 чланова и обухватала је народни оркестар, забавни оркестар, дечји оркестар хармоника и вокалне солисте, а повремено и тамбурашки оркестар. Како „Абрашевић” није могао да обезбеди одговарајуће просторије и довољно средстава за рад овако разнуђене секције, 1971. године почела је њена реорганизација како би се формирао универзални састав који би изводио и народну и забавну музику. Основан је дечији оркестар, који су чинили углавном ученици Музичке школе „Стеван Мокрањац“, а већина чланова овог оркестра су потом постали чланови народног оркестра. Године 2015. основане су и мушка и женска певачка група. Из редова ове музичке секције поникли су: Предраг Живковић-Тозовац, Фадил Мангалија, Момчило Станојевић, Снежана Ђуришић, Снежана Петковић, Томислав Чоловић и други.

### Фолклорна секција
Фолклорна секција је најмасовнија секција у „Абрашевићу”. Она изводи народне игре из свих крајева државе. Из ове секције поникли су неки од играча који су потом водили фолклорне секције у другим културно-уметничким друштвима, а краљевчке школе често ангажују играче из „Абрашевића” током организовања приредби. Својим радом ова секција је у многоме допринела и међународној афирмацији самог „Абрашевића”. Фолклорни ансамбл изводи око 50 различитих кореографија.

### Секција модерног балета
Ово је најмлађа секција краљевачког „Абрашевића”, основана у септембру 1985. године. Убрзо након свог настанка, секција је на Републичкој смотри модерног балета Србије 1986. године била награђена дипломом.

### Ликовна секција
Ликовна секција је почела са радом 1984. године. Њени полазници од ликовних техника најрадије бирају графику и сликање на платну. Радови чланова ове секције су излагани широм Србије, али је она у међувремену расформирана.